# Farallon-eilanden
De Farallon-eilanden (Engels: Farallon Islands of Farallones) zijn een groep kleine eilanden en stacks in de Golf van de Farallones, ten westen van San Francisco, in de Stille Oceaan. Ze liggen zo'n 48 kilometer ten westen van de Golden Gate en 32 km ten zuiden van Point Reyes. Op heldere dagen zijn ze zichtbaar vanaf het vasteland.
Administratief behoren de eilanden tot de City and County of San Francisco. De eilanden zijn niet publiek toegankelijk en onbewoond, afgezien van een aantal onderzoekers van Point Blue Conservation Science op Southeast Farallon Island.
De eilanden vormen een belangrijke broedplaats voor zeevogels. Ze zijn daarom al lange tijd beschermd als het Farallon National Wildlife Refuge. Sinds 1974 zijn de eilanden (behalve het onderzoeksstation) ook beschermd als wildernisgebied. Het beheer ligt in de handen van de United States Fish and Wildlife Service. De wateren rond de Farallones maken deel uit van het federaal beschermde zeereservaat Greater Farallones National Marine Sanctuary.

## Eieroorlog
Ten tijde van de Californische Gold Rush ontstond er door de grote toeloop van goudzoekers een voedselschaarste in Californië. Nadat een apotheker terugkwam van een boottochtje naar de Farallon-eilanden met een grote hoeveelheid vogeleieren, die hem veel geld opbrachten, gingen gelukzoekers elk voorjaar de eilanden afstropen op zoek naar eieren. Doordat ze de vogels verjoegen, bleven veel eieren achter, die te oud waren om te eten. Daarom gingen de eierzoekers voortaan vóór het begin van het broedseizoen naar de eilanden om alle achtergebleven eieren kapot te slaan. Zo konden ze enkele weken later verzekerd zijn van verse eieren.
Na enkele jaren namen de conflicten toe tussen de eierzoekers onderling en tussen hen en de vuurtorenwachters. De laatsten werd te verstaan gegeven hun misthoorns niet te gebruiken, om de vogels niet te verschrikken. De overheid probeerde de rust te herstellen door een van de partijen, die zich had getooid met de naam Pacific Egg Company, het monopolie te verlenen. Maar toen in 1881 een assistent-vuurtorenwachter door deze Company werd aangevallen omdat hij eieren had gezocht, werd de Company door militairen van de eilanden gezet. Het eierzoeken kwam weer aan de vissers en andere individuen, maar doordat de vogelstand op de eilanden drastisch was afgenomen en er in Californië inmiddels een pluimvee-industrie was ontstaan, daalden de prijzen en loonde het eierzoeken niet meer.

## Eilanden
South Farallon Islands
- Southeast Farallon Island, het grootste en enige bewoonde eiland
- Seal Rock of Saddle Rock
- Maintop Island of West End
- The Drunk Uncle Islets
- Aulone Island
- (Great) Arch Rock
- Sugarloaf Island
- Sea Lion Rock

Middle Farallon Island
North Farallon Islands
- North Farallon Island
- Island of St. James
- tientallen naamloze kleine rotsen en een wat groter rotseiland